# Frederic L. Paxson
Frederic Logan Paxson (23 février 1877 - 24 octobre 1948, Berkeley) est un historien américain. 

## Biographie
Né à Philadelphie, il est diplômé des universités de Pennsylvanie et d'Harvard. Il a enseigné de 1932 à 1947 à l'Université de Californie et fut président de l'Organization of American Historians.
Il est spécialisé dans l'histoire de l'Ouest américain. En 1925 il remporte le Prix Pulitzer d'histoire pour History of the American Frontier.